# 최종환 (배우)
최종환(1964년 9월 24일 ~ )은 대한민국의 배우이자 대학 교수다.

## 생애
1986년 연극배우 첫 데뷔하였으며 1989년 뮤지컬 배우 데뷔하였고 1991년 영화 《장군의 아들 2》의 단역으로 영화배우 데뷔하였으며 1993년 영화 《비상구가 없다》에 조연으로 등장하였고 같은해 MBC 문화방송 22기 공채 탤런트로 정식 데뷔하였다.
서울예술대학교 공연창작학과 겸임교수를 지냈고 현재는 정화예술대학교 방송영상·연기학부 교수로 재직하고 있다. 신장은 183cm이고 체중은 82kg이다.

## 학력
- 숭실고등학교 졸업
- 서울예술대학교 연기과 / 공연창작학부 학사졸업
- 세종대학교 문화예술컨텐츠대학원 공연예술학과 석사과정 예술학석사 (학위논문명 - 오이디푸스의 트라우마 무대 형상화 연구 : '오이디푸스의 방(The Room of Oedipus)' 공연제작과정을 중심으로)
- 서강대학교 영상대학원 영상예술 전공 박사과정 영상학박사 (학위논문명 : 오이디푸스 트라우마 표현을 위한 색채 효과 연구(A Study on the effects of color on the expression of Oedipal trauma in acting)

## 출연작

### TV 드라마

#### MBC
- 1993년 특별기획드라마 《파일럿》 ... 대한항공 객실 승무원 역
- 1994년 미니시리즈 《마지막승부》 ... 명성대농구부 동민선배역
- 1994년 미니시리즈 《새야 새야 파랑새야》 ... 두깐 역
- 1994년 미니시리즈 《까레이스키》 ... 김민수 역
- 1995년 대하드라마 《제4공화국》 ... 윤상원 역
- 1997년 농촌드라마 《전원일기》 ... 고구마장사치 병태 역
- 1997년 미니시리즈 《산》 ... 상훈 역
- 1997년 미니시리즈 《영웅반란》 ... 경수 역
- 1999년 특별기획드라마 《왕초》 ... 너구리 역
- 2002년 미니시리즈 《어사 박문수》 ... 양민서 역
- 2010년 창사특별기획 《동이》 ... 장무열 역
- 2011년 특별기획드라마 《짝패》 ... 김 진사 역
- 2011년 특별기획드라마 《계백》 ... 백제 무왕 역
- 2013년 미니시리즈 《7급 공무원》 ... 오광재 역
- 2013년 일일연속사극 《구암 허준》 ... 양예수 역
- 2014년 주말특별기획  《마마》 ... 김 이사 역
- 2015년 월화드라마 《화정》 ... 임해군 역
- 2015년 주멀연속극 《여자를 울려》 ... 강진한 역
- 2017년 주말특별기획 《도둑놈, 도둑님》... 윤중태 역
- 2017년 월화드라마 《왕은 사랑한다》 ... 송방영 역
- 2018년 수목드라마 《시간》 ... 천만희 회장 역
- 2020년 수목드라마 《내가 가장 예뻤을 때》 ... 서성곤 역
- 2023년 금토드라마 《연인》 … 김상헌 역

#### KBS
- 1998년 KBS1 일일연속극 《내 사랑 내 곁에》 ... 허석 역
- 2000년 KBS2 일일/수목드라마 《소설 목민심서》 ... 이기경 역
- 2003년 KBS2 단막극 《드라마시티 - 이혼한 부부》 ... 문영 역
- 2009년 KBS2 미니시리즈 《아이리스》 ... 연기훈 역
- 2021년 KBS1 대하드라마 《태종 이방원》 ... 정몽주 역
- 2023년 KBS1 일일드라마 《금이야 옥이야》 ... 동규철 역
- 2024년 KBS2 일일드라마 《신데렐라 게임》 ... 윤성호 역
- 2025년 KBS2 일일드라마 《친밀한 리플리》 ... 진태석 역

#### SBS
- 1992년 월화드라마 《모닥불에 바친다》
- 1998년 미니시리즈 《백야 3.98》 ... 부대장 이영후 소좌 역
- 1998년 드라마스페셜 《승부사》
- 2001년 대하사극 《여인천하》 ... 중종 역
- 2002년 아침연속극 《엄마의 노래》 ... 이상욱 역
- 2003년 대기획 《올인》 ... 승국 역
- 2003년 주말극장 《백수탈출》 ... 이동민 역
- 2003년 대하드라마 《왕의 여자》 ... 유희분 역
- 2004년 대하드라마 《장길산》 ... 이경순 역
- 2005년 금요드라마 《다이아몬드의 눈물》 ... 원용기 역
- 2006년 대하드라마 《연개소문》 ... 영류왕 역
- 2007년 대하드라마 《왕과 나》 ... 윤호 역
- 2010년 대하드라마 《제중원》 ... 고종 역
- 2011년 주말극장 《내일이 오면》 ... 서인호 역
- 2014년 주말특별기획 《미녀의 탄생》 ... 김준철 이사 역
- 2015년 특집드라마 《인생 추적자 이재구》 ... 박우석 역
- 2015년 특집드라마 《더 에이스》 ... 조득홍 역
- 2015년 월화드라마 《육룡이 나르샤》 ... 조민수 역
- 2017년 드라마스페셜 《사임당, 빛의 일기》 ... 중종 / 민정학 역

#### 타방송사
- 2012년 채널A 미니시리즈 《불후의 명작》 ... 김현명 역

### 연극
- 1989년 《햄릿》 ... 레날도 역(단역)

### 뮤지컬
- 1983년 《포기와 베스》 ... 스키피오 역(단역)

### 영화
- 1991년 《장군의 아들 2》 ...소설가 박계주 선생 역
- 1995년 《비상구가 없다》 ... 남해성 역
- 2010년 《아이리스: 더 무비》 ... 연기훈 역
- 2015년 《연평해전》 ... 북한고위간부 역

### 라디오 프로그램
- 2015년 EBS FM 《EBS 책 읽는 라디오 낭독 시리즈》

## 유행어
- 2001년 대하드라마 여인천하 : 그입 ! 다물라 다물라 ~

## 수상
- 2001년 SBS 연기대상 조연상 《여인천하》
- 2002년 MBC 연기대상 특별상 《전원일기》
- 2011년 MBC 드라마대상 PD상 《짝패》, 《계백》